# دهستان اورونگ
دهستان اورونگ (به لاتین: Orong Gewog) یک دهستان در کشور بوتان است که در ناحیهٔ سادروپ جونگخار واقع شده‌است.